# Lophocolea compacta
Lophocolea compacta là một loài Rêu trong họ Lophocoleaceae. Loài này được Mitt. mô tả khoa học đầu tiên năm 1891.